# Apollo 1
L'Apollo 1, inizialmente designato AS-204, fu la prima missione con equipaggio del programma Apollo degli Stati Uniti. Pianificata come la prima prova in orbita terrestre bassa del modulo di comando e servizio Apollo per essere lanciata il 21 febbraio 1967, la missione non volò mai: un incendio divampato in cabina durante un'esercitazione alla rampa di lancio 34 della Cape Canaveral Air Force Station avvenuto il 27 gennaio uccise tutti e tre i membri dell'equipaggio: il pilota comandante Virgil "Gus" Grissom, il pilota senior Edward White e il pilota Roger Chaffee, distruggendo il modulo di comando (CM). Il nome Apollo 1, scelto dall'equipaggio, fu reso ufficiale dalla NASA in loro onore dopo l'incidente.
Immediatamente dopo la tragedia, la NASA istituì l'Apollo 204 Accident Review Board per investigare la causa dell'incendio ed entrambe le camere del Congresso degli Stati Uniti condussero le proprie indagini per valutare l'operato della NASA. La fonte di innesco dell'incendio venne determinata per essere stata di natura elettrica, mentre l'incendio si diffuse rapidamente a causa del materiale combustibile nylon e dell'atmosfera ad alta pressione in cabina costituita da ossigeno puro. Il salvataggio dell'equipaggio venne impedito dal portello che non poteva essere aperto contro la pressione interna della cabina. Poiché il razzo vettore non era stato rifornito di carburante, il test non era stato considerato pericoloso e la preparazione alle emergenze era scarsa.
Durante le indagini del Congresso, il senatore Walter Mondale rivelò pubblicamente un documento interno della NASA che citava problemi con il principale appaltatore dell'Apollo, la North American Aviation, noto successivamente come Phillips Report. Questa divulgazione imbarazzò l'amministratore della NASA James E. Webb il quale non era a conoscenza dell'esistenza del documento e suscitò polemiche sull'intero programma Apollo. Nonostante tutto, entrambe le commissioni istituite dal Congresso stabilirono che le questioni sollevate nel rapporto non avevano attinenza con l'incidente.
I voli Apollo con equipaggio furono sospesi per 20 mesi, mentre i pericoli presenti nel modulo di comando vennero affrontati. Nel frattempo, proseguì lo sviluppo e il collaudo senza equipaggio del modulo lunare (LM) e del razzo Saturn V. Il veicolo di lancio Saturn IB che doveva portare nello spazio Apollo 1 venne utilizzato per il primo volo di prova del LM, Apollo 5. La prima missione Apollo con equipaggio ad andare nello spazio fu, nell'ottobre del 1968, Apollo 7 con a bordo l'equipaggio di riserva di Apollo 1.

## Equipaggio
| Ruolo             | Equipaggio     | Equipaggio     |
| ----------------- | -------------- | -------------- |
| Pilota Comandante | Virgil Grissom | Virgil Grissom |
| Pilota Maggiore   | Edward White   | Edward White   |
| Pilota            | Roger Chaffee  | Roger Chaffee  |

### Equipaggio di riserva

#### Aprile-dicembre 1966
| Ruolo                    | Equipaggio        | Equipaggio        |
| ------------------------ | ----------------- | ----------------- |
| Pilota Comandante        | James McDivitt    | James McDivitt    |
| Pilota Maggiore          | David Scott       | David Scott       |
| Pilota                   | Rusty Schweickart | Rusty Schweickart |
| Equipaggio dell'Apollo 9 |                   |                   |

#### Dicembre 1966 - gennaio 1967
| Ruolo                    | Equipaggio        | Equipaggio        |
| ------------------------ | ----------------- | ----------------- |
| Pilota Comandante        | Walter Schirra    | Walter Schirra    |
| Pilota Maggiore          | Donn Eisele       | Donn Eisele       |
| Pilota                   | Walter Cunningham | Walter Cunningham |
| Equipaggio dell'Apollo 7 |                   |                   |

## La missione

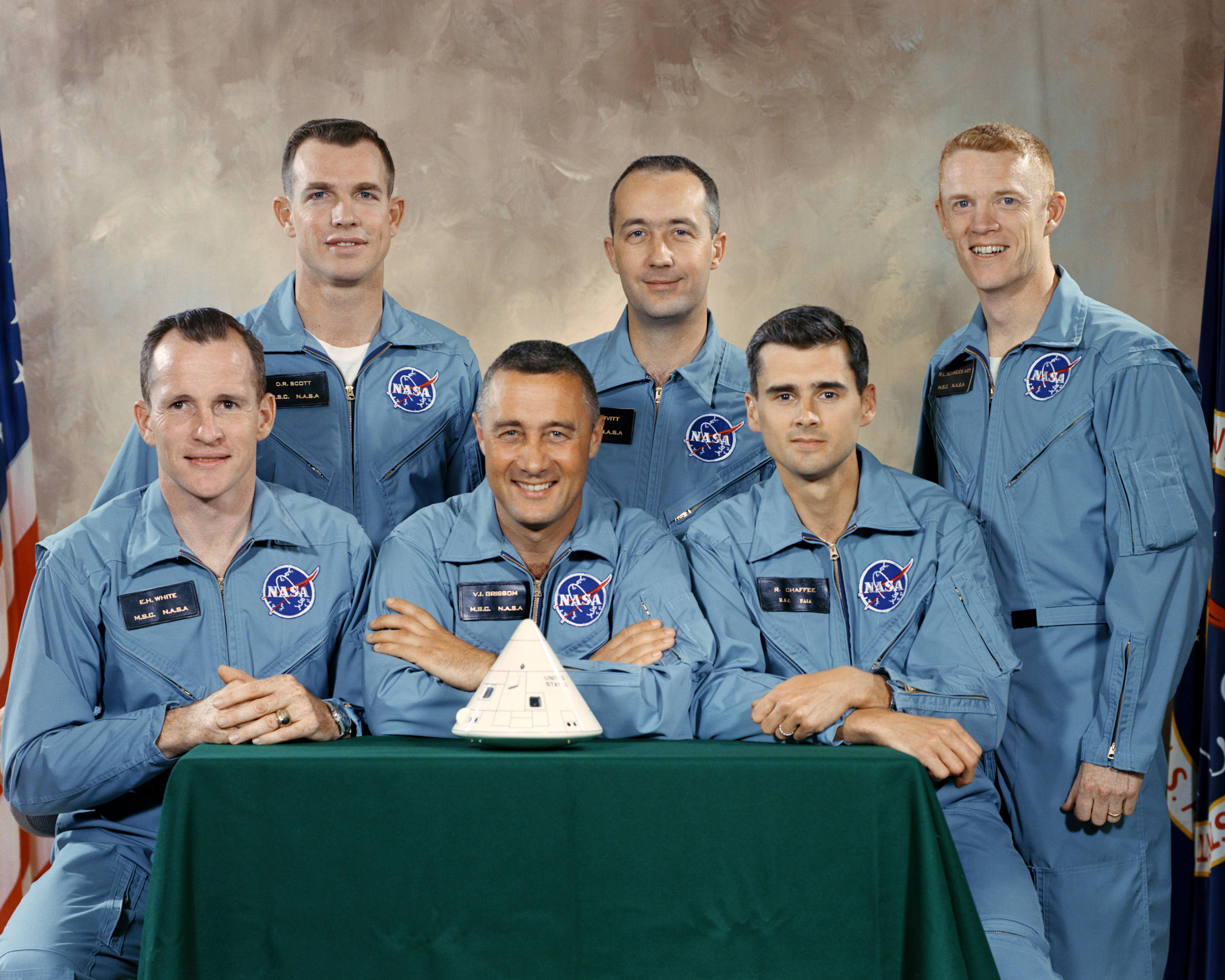
Ritratto ufficiale degli equipaggi principali e di riserva per l’AS-204, al 1º aprile 1966. L’equipaggio di riserva (in piedi), composto da McDivitt (al centro), Scott (a sinistra) e Schweickart, fu sostituito da Schirra, Eisele e Cunningham nel dicembre 1966.

L'AS-204 avrebbe dovuto essere il primo volo di prova con equipaggio del modulo di comando e di servizio Apollo (CSM) in orbita terrestre, lanciato con un razzo Saturn IB. La missione aveva l'obiettivo di testare le operazioni di lancio, le strutture di tracciamento e controllo a terra, e le prestazioni del veicolo Apollo-Saturn nel suo complesso; era previsto che il volo potesse durare fino a due settimane, in base al comportamento della navicella spaziale.
Il CSM assegnato a questo volo, numero 012, costruito dalla North American Aviation (NAA), era una versione Block I, progettata prima che fosse effettuata la scelta della modalità di allunaggio tramite lunar orbit rendezvous e di conseguenza, non era dotata della capacità di attracco con il modulo lunare. Tale capacità fu integrata nel progetto del Block II CSM, insieme ai miglioramenti derivati dalle esperienze maturate con il Block I. Il Block II sarebbe stato testato in volo congiuntamente al LM non appena quest'ultimo fosse stato disponibile.
Il Direttore delle Operazioni per l'Equipaggio Deke Slayton selezionò il primo equipaggio Apollo nel gennaio 1966, con Grissom come comandante, White come pilota senior e Donn Eisele come pilota. Tuttavia, Eisele si slogò due volte la spalla durante i voli di addestramento a bordo dell'aereo a gravità ridotta KC-135 e dovette sottoporsi a intervento chirurgico il 27 gennaio. Di conseguenza, Slayton lo sostituì con Chaffee, e la NASA annunciò la composizione definitiva dell’equipaggio il 21 marzo 1966. James McDivitt, David Scott e Russell Schweickart furono nominati come equipaggio di riserva.
Il 29 settembre, Walter Schirra, Eisele e Walter Cunningham furono selezionati come equipaggio principale per un secondo volo del Block I, l'AS-205. La NASA intendeva proseguire con un volo di prova senza equipaggio del modulo lunare (AS-206), e quindi con la terza missione con equipaggio, designata AS-278 (o AS-207/208): l’AS-207 avrebbe portato in orbita il primo CSM Block II con equipaggio, che poi avrebbe effettuato un rendezvous e un aggancio con il LM lanciato senza equipaggio mediante l’AS-208.
Nel marzo 1966, la NASA valutò l'ipotesi di far prevedere alla prima missione Apollo un rendezvous (incontro nello spazio) con l’ultima missione del Programma Gemini, la Gemini 12, prevista per il novembre dello stesso anno. Tuttavia, a maggio, i ritardi nello sviluppo dell’Apollo e il tempo aggiuntivo richiesto per rendere i due sistemi compatibili resero il progetto irrealizzabile. La questione divenne poi irrilevante, quando i ritardi nella preparazione del veicolo AS-204 impedirono di rispettare la data iniziale prevista per l’ultimo trimestre del 1966, e la missione fu riprogrammata per il 21 febbraio 1967.

## Contesto della missione

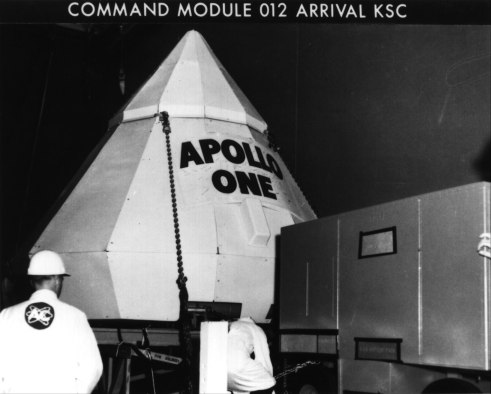
Il modulo di comando 012, designato Apollo One, arriva al Kennedy Space Center il 26 agosto 1966.

Nell’ottobre 1966, la NASA annunciò che la missione avrebbe trasportato a bordo una piccola telecamera in grado di trasmettere le immagini in diretta dal modulo di comando. La telecamera sarebbe stata utilizzata anche per permettere ai controllori di volo di monitorare il pannello strumenti della navicella durante la missione. Successivamente, le telecamere furono portate a bordo in tutte le missioni Apollo con equipaggio.

### Stemma
Nel giugno 1966, l’equipaggio di Grissom ricevette l'assenso per progettare uno stemma della missione con la designazione di Apollo 1 (sebbene l’approvazione ufficiale fosse successivamente ritirata, in attesa di una decisione definitiva sul nome della missione, che tuttavia non fu presa prima dell'incidente). Al centro dello stemma era raffigurato il modulo di comando e servizio in volo sopra il sud-est degli Stati Uniti, con la Florida (luogo di lancio) in evidenza. La Luna era visibile in lontananza, a simboleggiare l'obiettivo finale del programma. Sul bordo giallo figuravano il nome della missione e quelli degli astronauti, mentre un secondo bordo, decorato con stelle e strisce e rifinito in oro, circondava l'intero insieme. Lo stemma fu ideato dallo stesso equipaggio, e il disegno venne realizzato graficamente da Allen Stevens, un impiegato della North American Aviation.

### Preparazione della navicella e dell'equipaggio

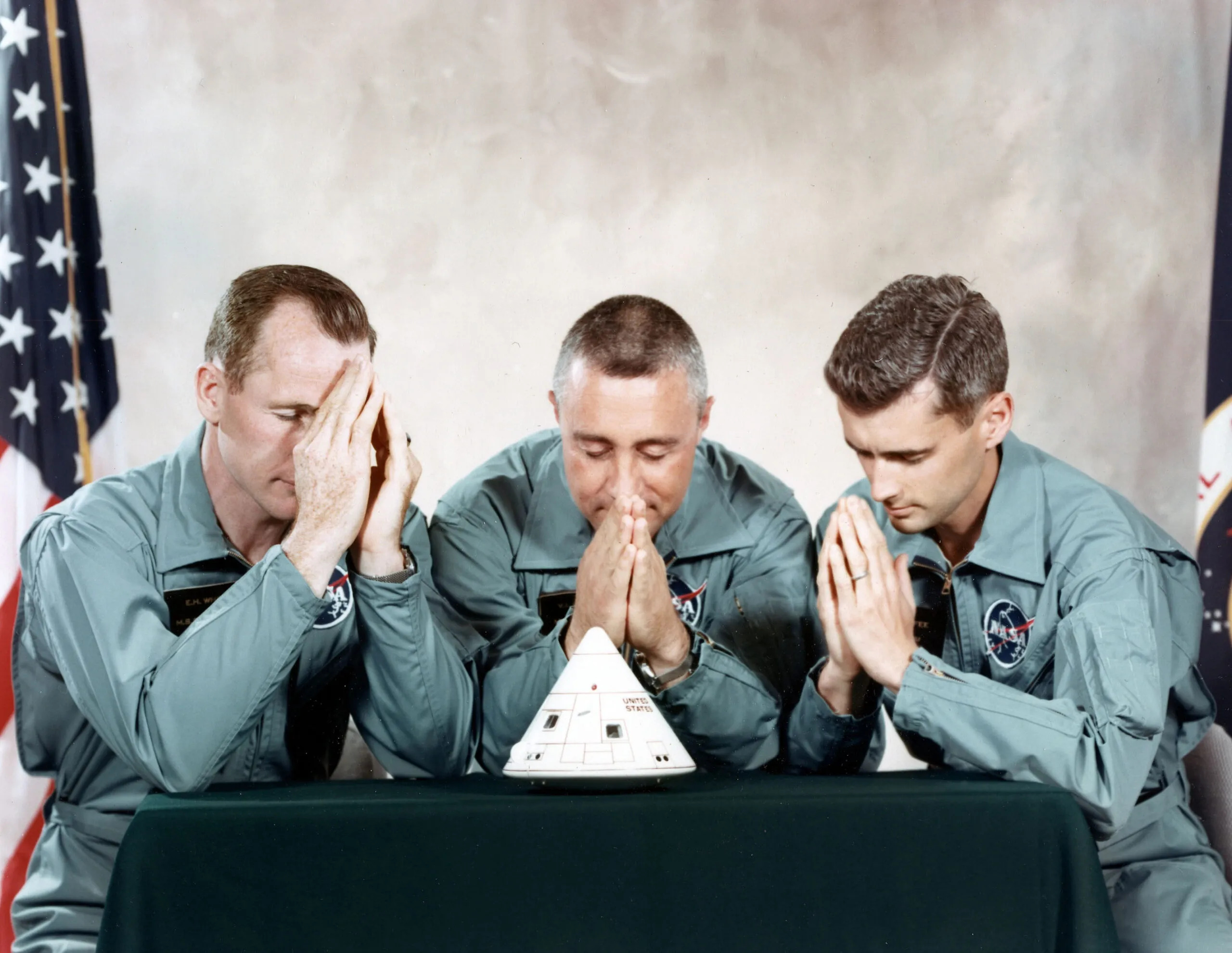
L'equipaggio di Apollo 1 espresse le proprie preoccupazioni per i problemi della navicella consegnando questa parodia del loro ritratto a Joseph Shea, manager dell'ASPO, il 19 agosto 1966.

Il modulo di comando e servizio Apollo era molto più grande e complesso rispetto a qualsiasi navicella con equipaggio realizzata fino a quel momento. Nell'ottobre 1963, Joseph Francis Shea fu nominato direttore dell'Apollo Spacecraft Program Office (ASPO), l'ufficio responsabile della gestione della progettazione e costruzione sia del CSM che del LM. Durante una riunione di revisione con Shea presente, tenutasi il 19 agosto 1966 (una settimana prima della consegna del modulo di comando), l'equipaggio espresse la propria preoccupazione per la presenza di una grande quantità di materiale infiammabile (principalmente rete di nylon e velcro) nella cabina, sebbene tanto gli astronauti quanto i tecnici trovassero questi materiali utili per fissare attrezzi e attrezzature. Dopo che Shea ebbe dato il proprio assenso alla navicella al termine della riunione, gli fu consegnato un ritratto dell'equipaggio in posa con la testa chinata e le mani giunte in preghiera, con scritto:
Shea ordinò al proprio staff di comunicare alla North American l'ordine di rimuovere i materiali infiammabili dalla cabina, ma non seguì personalmente la questione.
La North American spedì la navicella CM-012 al Kennedy Space Center (KSC) il 26 agosto 1966 con un "Certificato di Idoneità al Volo condizionato": 113 modifiche significative dovevano ancora essere implementate al KSC. Inoltre, altre 623 modifiche minori furono completate dopo la consegna. Grissom si sentì talmente frustrato per l'incapacità degli ingegneri del simulatore di volo di tenere il passo con le modifiche apportate alla navicella che staccò un limone da un albero vicino a casa sua e lo appese al simulatore.

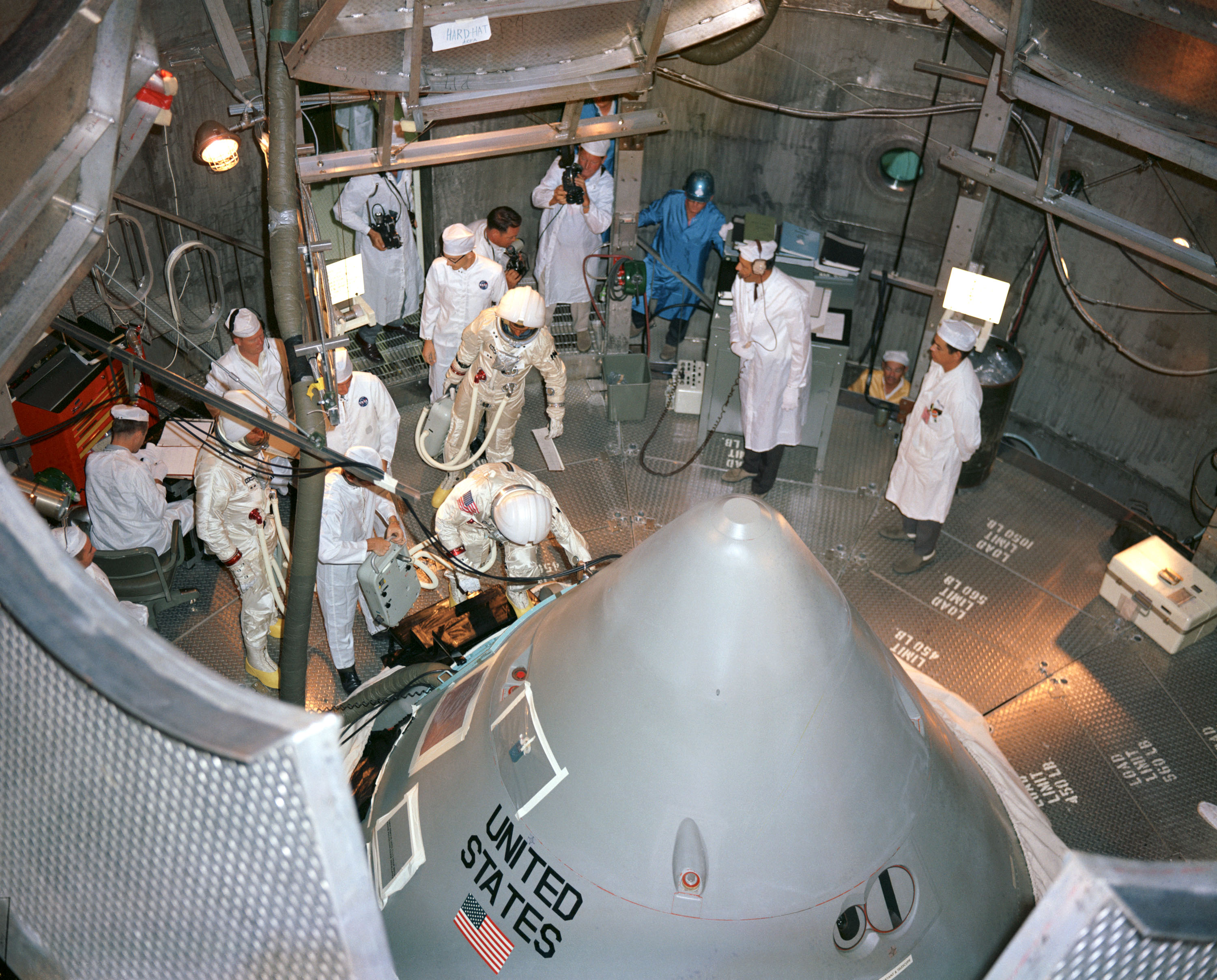
L'equipaggio di Apollo 1 entra nella navicella nella camera di altitudine al Kennedy Space Center, 18 ottobre 1966.

I moduli di comando e servizio furono uniti nella camera di altitudine del KSC a settembre, e furono eseguiti test di sistema combinati. I test di altitudine furono condotti inizialmente senza equipaggio, poi con gli equipaggi principali e di riserva, dal 10 ottobre al 30 dicembre. Durante questi test, l'unità di controllo ambientale del modulo di comando mostrò un difetto di progettazione e fu restituita al produttore per modifiche e riparazioni. Successivamente, fu rilevata una perdita di liquido refrigerante/glicole sull'unità riparata, che dovette quindi essere restituita una seconda volta. Nello stesso periodo, un serbatoio di propellente si ruppe durante test su un altro modulo di servizio alla North American Aviation, costringendo a rimuovere il modulo destinato ad Apollo 1 dalla camera di test al KSC per ispezioni, che risultarono negative.
A dicembre, il secondo volo AS-205 previsto per il Block I fu cancellato poiché ritenuto non più necessario; Schirra, Eisele e Cunningham furono riassegnati come equipaggio di riserva per Apollo 1. L'equipaggio di McDivitt fu promosso ad equipaggio principale della missione Block II/LM, ridefinita AS-258 perché il razzo vettore AS-205 sarebbe stato utilizzato in sostituzione dell'AS-207. Una terza missione con equipaggio era prevista per lanciare insieme CSM e LM su un Saturn V (AS-503) verso un'orbita terrestre media (MEO), con Frank Borman, Michael Collins e William Anders. McDivitt, Scott e Schweickart avevano già iniziato l'addestramento per AS-258 nel CM-101 presso la North American Aviation a Downey, California, quando si verificò l'incidente di Apollo 1.

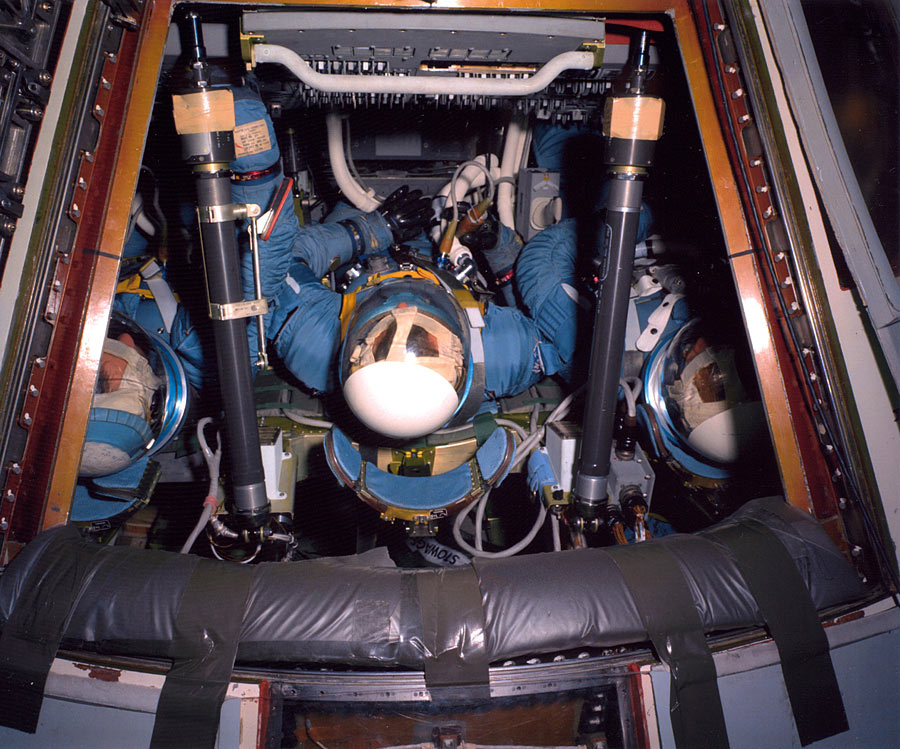
McDivitt, Scott e Schweickart si addestrano per la seconda missione Apollo il 26 gennaio 1967 nel primo modulo di comando Block II, indossando le prime versioni blu della tuta pressurizzata Block II.

Una volta risolti tutti i problemi riscontrati nel CSM-012, la navicella riassemblata superò con successo, il 30 novembre, un test nella camera di altitudine con l'equipaggio di riserva comandato da Schirra. Secondo il rapporto finale della commissione d'inchiesta sull'incidente, «Al debriefing post-test, l'equipaggio di riserva espresse la propria soddisfazione per le condizioni e le prestazioni della navicella». Questo sembrerebbe contraddire quanto riportato nel libro del 1994 Lost Moon: The Perilous Voyage of Apollo 13 di Jeffrey Kluger e dell'astronauta Jim Lovell, secondo cui «Quando i tre uscirono dalla navicella, ... Schirra lasciò chiaramente intendere di non essere soddisfatto di ciò che aveva visto», e che successivamente avvertì Grissom e Shea: «non c'è nulla di specifico che possa indicare, ma questa navicella non mi convince. Qualcosa semplicemente non quadra», consigliando a Grissom di andarsene al primo segno di problemi.
Dopo i test in camera di altitudine, la navicella fu rimossa dalla camera il 3 gennaio 1967 e montata sul razzo Saturn IB; quindi fu trasferita al complesso di lancio 34 il 6 gennaio.
In un'intervista del febbraio 1963, Grissom affermò che la NASA non avrebbe mai potuto eliminare completamente il rischio, nonostante tutte le precauzioni:
«A quanto pare, prima o poi avremo un fallimento. In ogni altra attività ci sono fallimenti e anche qui succederà, prima o poi», aggiunse. Grissom tornò sul tema in un'intervista del dicembre 1966:

## L'incidente

### Testplugs-out

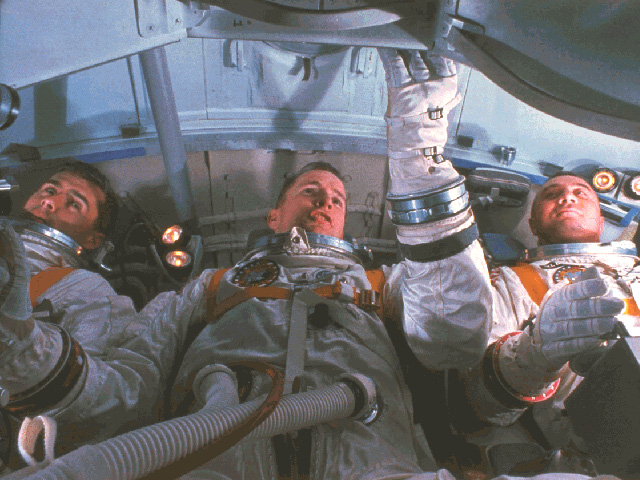
Chaffee, White e Grissom si addestrano in un simulatore della cabina del modulo di comando, 19 gennaio 1967

La simulazione di lancio del 27 gennaio 1967, sulla rampa 34, era un test plugs-out per verificare se la navicella spaziale avrebbe funzionato normalmente con l'alimentazione interna, una volta scollegata da tutti i cavi. Superare questo test era essenziale per rispettare la data di lancio del 21 febbraio. Il test era considerato non pericoloso, poiché né il razzo vettore né la navicella contenevano carburante o criogenici e tutti i sistemi a bullone esplosivo erano disabilitati.
Alle 13:00 EST (18:00 GMT) del 27 gennaio, prima Grissom, poi Chaffee e White entrarono nel modulo di comando indossando le loro tute pressurizzate; quindi, furono allacciati ai sedili e collegati ai sistemi di ossigeno e comunicazione della navicella. Grissom notò subito un odore insolito nell'aria che circolava nella sua tuta, paragonandolo a "latte acido", e il conto alla rovescia simulato fu sospeso alle 13:20, mentre venivano prelevati campioni d'aria. Non fu trovata alcuna causa per tale odore e il conto riprese alle 14:42. L'indagine sull'incidente stabilì che questo odore non era collegato all'incendio.
Tre minuti dopo la ripresa del conteggio, iniziò la chiusura dei portelli. Il portello era composto da tre parti: un portello interno rimovibile che restava nella cabina, un portello esterno incernierato che faceva parte dello scudo termico della navicella, e un coperchio esterno che faceva parte della copertura protettiva del sistema di aborto al lancio. Il coperchio della copertura esterna fu parzialmente ma non completamente bloccato in posizione, poiché la protezione flessibile era leggermente deformata da alcuni cavi posizionati al di sotto per fornire alimentazione interna simulata (i reagenti delle celle a combustibile non erano stati caricati per questo test). Dopo la chiusura dei portelli, l'aria nella cabina fu sostituita con ossigeno puro a 16,7 psi (115 kPa), 2 psi (14 kPa) superiore alla pressione atmosferica.
I movimenti degli astronauti furono rilevati dall'unità di misura inerziale e dai sensori biomedici, e anche indicati da aumenti nel flusso di ossigeno delle tute spaziali e dai suoni provenienti dal microfono di Grissom, rimasto bloccato in posizione aperta. Il microfono bloccato faceva parte di un problema nella rete di comunicazione che collegava l’equipaggio, l'Operations and Checkout Building e la sala di controllo del complesso 34. Le comunicazioni scadenti portarono Grissom a dire: «Come faremo ad arrivare sulla Luna se non possiamo parlare tra due o tre edifici?».
Il conto alla rovescia simulato fu sospeso di nuovo alle 17:40 per tentare di risolvere il problema di comunicazione. Tutte le funzioni fino al trasferimento simulato dell'alimentazione interna furono completate con successo entro le 18:20 e alle 18:30 il conteggio era ancora sospeso a T meno 10 minuti.

### L’incendio

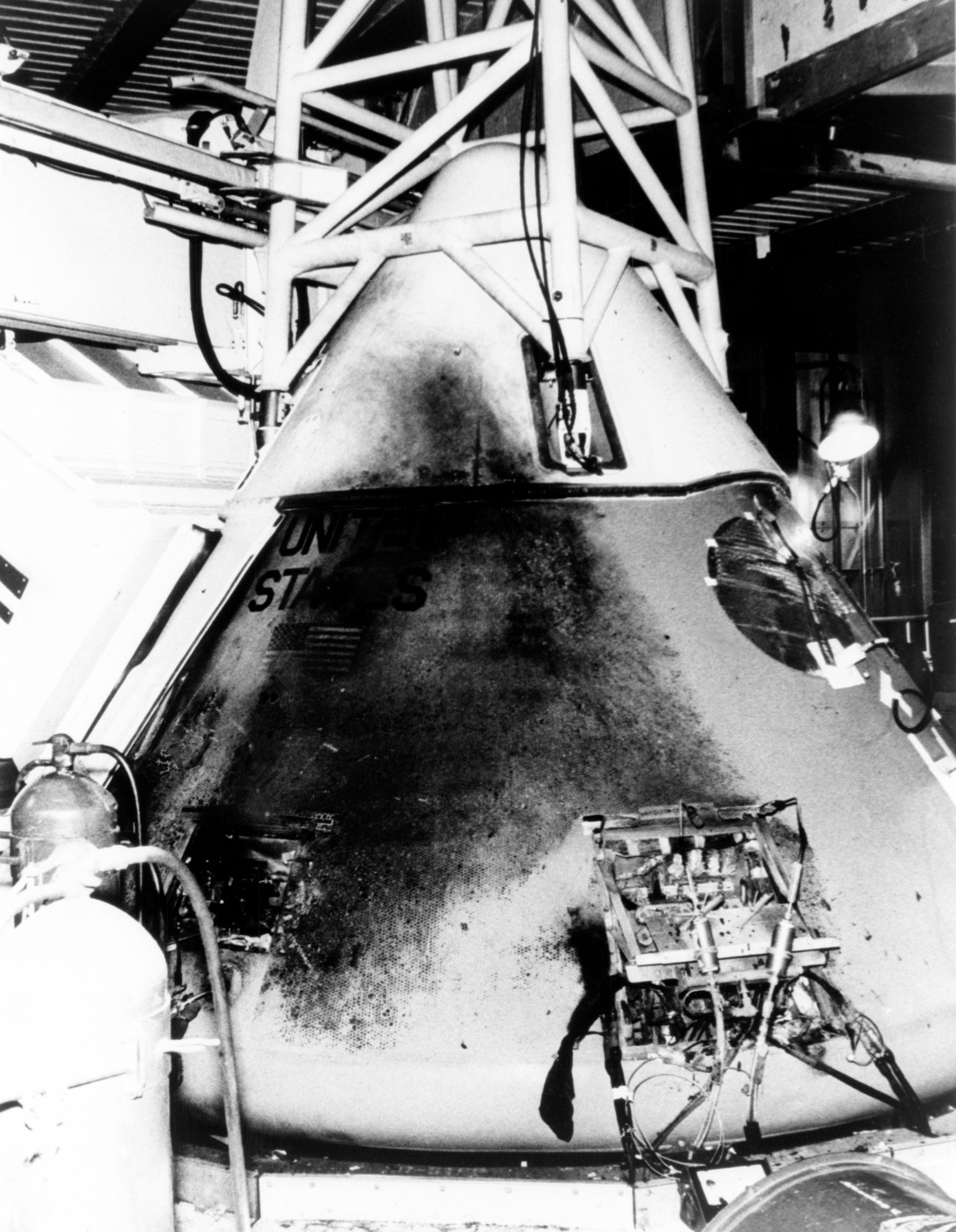
Esterno del modulo di comando, annerito dall’eruzione dell’incendio

Gli astronauti stavano utilizzando il tempo a disposizione per ricontrollare la checklist, quando si verificò un improvviso aumento della tensione sull’AC Bus 2. Nove secondi dopo (alle 18:31:04,7), uno degli astronauti (alcuni ascoltatori e analisi di laboratorio indicano Grissom) esclamò "Ehi!", "Fuoco!", o "Fiamma!"; seguito da due secondi di rumori di colluttazione attraverso il microfono aperto di Grissom. Immediatamente dopo, alle 18:31:06,2 (23:31:06,2 GMT), qualcuno (ritenuto dalla maggior parte degli ascoltatori e supportato da analisi di laboratorio come Chaffee) disse: "[Ho, o Abbiamo] un incendio nella cabina di pilotaggio". Dopo 6,8 secondi di silenzio, una seconda trasmissione, molto disturbata, fu udita da vari ascoltatori (ritenuta anch’essa di Chaffee):
- "Stanno combattendo un brutto incendio—Usciamo … Aprilo"
- "Abbiamo un brutto incendio—Usciamo … Stiamo bruciando"
- "Segnalo un brutto incendio … Sto uscendo …"

La trasmissione durò 5,0 secondi e terminò con un grido di dolore.
Alcuni testimoni nella sala di controllo dissero di aver visto White sui monitor televisivi mentre cercava la maniglia di apertura interna del portello mentre le fiamme si propagavano da sinistra a destra nella cabina.
Il calore dell'incendio, alimentato dall’ossigeno puro, fece salire la pressione fino a 29 psi (200 kPa), provocando la rottura della parete interna del modulo di comando alle 18:31:19 (23:31:19 GMT, fase iniziale dell'incendio). Le fiamme e i gas si riversarono all'esterno del modulo attraverso pannelli di accesso aperti, fino a due livelli della torre di servizio. L’intenso calore, il fumo denso e le maschere antigas (progettate per fumi tossici, non per fumo da incendio) ostacolarono i tentativi di salvataggio del personale a terra. Si temeva che il modulo fosse esploso, o lo sarebbe stato a breve, e che l'incendio potesse innescare il razzo a combustibile solido della torre di fuga, il quale avrebbe potuto uccidere il personale nelle vicinanze e forse distruggere la rampa.
Quando la pressione si abbassò per la rottura della cabina, la rapida fuoriuscita di gas fece propagare le fiamme all’interno, dando inizio alla seconda fase. La terza fase cominciò quando la maggior parte dell’ossigeno fu consumata e sostituita con aria atmosferica, spegnendo l’incendio ma causando un’alta concentrazione di monossido di carbonio e fumo denso nella cabina, oltre a depositi di fuliggine sulle superfici raffreddate.
Ci vollero cinque minuti per aprire tutti e tre gli strati del portello, e non si riuscì a far cadere quello interno sul pavimento come previsto, quindi venne spinto di lato. Sebbene le luci della cabina fossero rimaste accese, i soccorritori non riuscirono a vedere gli astronauti attraverso il fumo denso. Quando il fumo si diradò, i corpi furono individuati, ma non fu possibile rimuoverli subito. Il fuoco aveva parzialmente fuso le tute spaziali in nylon di Grissom e White, così come i tubi che li collegavano al sistema di supporto vitale. Grissom era riuscito a slacciare le cinture ed era sdraiato sul pavimento della navicella. Le cinture di White si erano bruciate e fu trovato di lato, appena sotto il portello. Si determinò che aveva tentato di aprirlo secondo la procedura d'emergenza, ma non era riuscito a causa della pressione interna. Chaffee fu trovato ancora allacciato al suo sedile, a destra, come previsto, poiché il suo compito era mantenere le comunicazioni fino all’apertura del portello da parte di White. A causa dei grandi filamenti di nylon fusi che li legavano all’interno della cabina, ci vollero quasi 90 minuti per rimuovere i corpi. Le operazioni di recupero si conclusero solo dopo 7,5 ore dall’incidente, a causa dei gas e delle tossine presenti che inizialmente impedirono al personale di entrare.
Deke Slayton fu probabilmente il primo funzionario della NASA a esaminare l’interno del modulo. La sua testimonianza contraddisse il rapporto ufficiale riguardo alla posizione del corpo di Grissom. Slayton disse a proposito dei corpi di Grissom e White: "mi è molto difficile determinare la posizione esatta di questi due corpi. Erano praticamente mescolati insieme e non riuscivo nemmeno a capire quale testa appartenesse a quale corpo in quel momento. Credo che l’unica cosa chiara fosse che entrambi i corpi erano sul bordo inferiore del portello. Non erano sui sedili. Erano quasi completamente fuori dalle aree dei sedili".

## Indagine

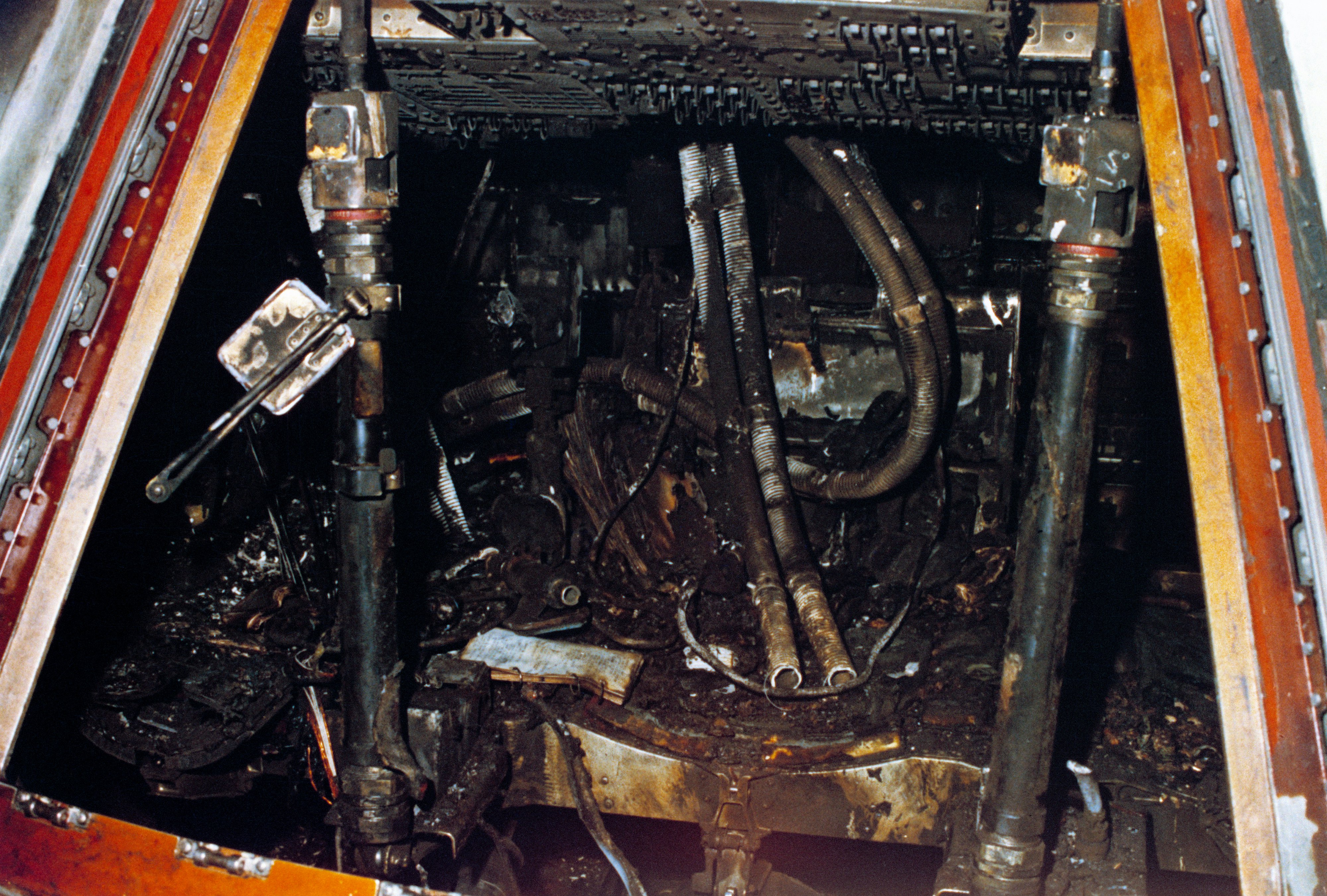
I resti carbonizzati dell'interno della cabina dell'Apollo 1

A seguito del grave problema riscontrato il 17 marzo 1966 durante il volo della missione Gemini 8, il Vice Amministratore della NASA Robert Seamans il 14 aprile 1966 scrisse e implementò la Management Instruction 8621.1, definendo la Mission Failure Investigation Policy And Procedures. Questo documento modificò le procedure di indagine sugli incidenti allora in vigore, basate su quelle militari, conferendo al Vice Amministratore la possibilità di svolgere indagini indipendenti sui gravi fallimenti, oltre a quelle di competenza ordinaria degli uffici dei vari Program Office. Si dichiarava: «È politica della NASA indagare e documentare le cause di tutti i gravi fallimenti di missione che si verificano durante le sue attività spaziali e aeronautiche e adottare le misure correttive appropriate in conseguenza delle risultanze e raccomandazioni».
Subito dopo l'incendio l'Amministratore della NASA James E. Webb chiese al Presidente degli Stati Uniti Lyndon B. Johnson di permettere alla NASA di gestire l'indagine secondo le proprie procedure già stabilite, promettendo di essere veritiero nell'accertamento delle responsabilità e di tenere informati i leader del Congresso. Il Vice Direttore Seamans ordinò quindi l'istituzione dell'Apollo 204 Review Board, presieduto dal direttore del Langley Research Center Floyd Thompson e comprendente l'astronauta Frank Borman, il progettista della capsula Maxime Faget e altri sei membri. Il 1º febbraio, il professore della Cornell University Frank Long lasciò il comitato, e venne sostituito da Robert W. Van Dolah del U.S. Bureau of Mines. Il giorno successivo si dimise anche il capo ingegnere della North American per il progetto Apollo, George Jeffs.
Seamans ordinò il sequestro di tutto l'hardware e il software dell'Apollo 1, da rilasciare solo sotto il controllo del comitato. Dopo una completa documentazione fotografica stereoscopica dell'interno del CM-012, il comitato ordinò lo smontaggio utilizzando procedure sperimentate sul CM-014 identico e condusse un'indagine approfondita su ogni componente. Il comitato esaminò anche i risultati delle autopsie degli astronauti e intervistò i testimoni. Seamans inviava settimanalmente a Webb rapporti sullo stato dell'indagine, e il comitato pubblicò il suo rapporto finale il 5 aprile 1967.

### Causa del decesso
Secondo il comitato, Grissom subì gravi ustioni di terzo grado su oltre un terzo del corpo e la sua tuta spaziale venne quasi completamente distrutta. White subì ustioni di terzo grado su quasi la metà del corpo e un quarto della sua tuta si sciolse. Chaffee subì ustioni di terzo grado su quasi un quarto del corpo e una piccola parte della tuta fu danneggiata. Il rapporto dell'autopsia stabilì che la causa principale del decesso per tutti e tre gli astronauti fu l'arresto cardiaco provocato da alte concentrazioni di monossido di carbonio. Le ustioni non furono ritenute un fattore determinante, e si concluse che la maggior parte si era verificata post-mortem. L'asfissia sopravvenne dopo che l'incendio aveva fuso le tute e i tubi dell'ossigeno, esponendo gli astronauti all'atmosfera letale della cabina.

### Cause principali dell'incidente
Il comitato d'inchiesta identificò diversi fattori principali che si combinarono a provocare l'incendio e la morte degli astronauti:
- Una fonte di innesco probabilmente legata a "cavi vulnerabili che trasportavano energia elettrica" e a "tubazioni vulnerabili che trasportavano un refrigerante combustibile e corrosivo"
- Un'atmosfera di ossigeno puro a pressione superiore a quella atmosferica
- Una cabina sigillata con un portello che non poteva essere rimosso rapidamente in condizioni di alta pressione
- Una distribuzione estesa di materiali combustibili nella cabina
- Una preparazione inadeguata per le emergenze (soccorso medico e fuga dell'equipaggio)

#### Fonte di innesco
Il comitato accertò che l'alimentazione elettrica ebbe un momentaneo malfunzionamento alle 23:30:55 GMT e trovò prove di diversi archi elettrici nell'equipaggiamento interno. Sebbene non fu possibile individuare con certezza un'unica fonte di innesco, si determinò che l'incendio ebbe probabilmente inizio vicino al pavimento, nella parte inferiore sinistra della cabina, vicino all'unità di controllo ambientale. Si propagò, quindi, dalla parete sinistra alla destra, con il pavimento interessato solo marginalmente.
Il comitato notò che un filo di rame placcato in argento, che passava attraverso un'unità di controllo ambientale vicino alla poltrona centrale, era stato privato della sua protezione in Teflon e abraso dalle ripetute aperture e chiusure di uno sportello di accesso.
Questo punto debole nel cablaggio correva anche vicino a un giunto di un tubo di raffreddamento contenente una miscela di etilenglicole e acqua, soggetta a perdite. Il 29 maggio 1967, presso il Manned Spacecraft Center, si scoprì che l'elettrolisi della soluzione di etilenglicole con l'anodo in argento del cavo rappresentava un rischio capace di generare una violenta reazione esotermica, a sua volta in grado di incendiare la miscela di etilenglicole nell'atmosfera di ossigeno puro del modulo. Esperimenti presso l'Illinois Institute of Technology confermarono il rischio per i fili placcati in argento, ma non per quelli in rame o in rame nichelato. In luglio, l'ASPO ordinò sia alla North American sia alla Grumman di eliminare contatti elettrici in argento o argentati nelle vicinanze di eventuali perdite di glicole.

#### Atmosfera di ossigeno puro
Il test "plugs-out" era stato pianificato con l'obiettivo di simulare la procedura di lancio, con la cabina pressurizzata con ossigeno puro al livello nominale di 16,7 psi (115 kPa), ovvero 2 psi (14 kPa) sopra la pressione atmosferica standard al livello del mare. Questo valore è oltre cinque volte la pressione parziale di ossigeno di 3 psi (21 kPa) presente nell'atmosfera, e ciò comporta un ambiente in cui materiali normalmente non considerati infiammabili diventano altamente infiammabili e possono quindi prendere fuoco rapidamente.
L’atmosfera di ossigeno ad alta pressione adottata in quel test era simile a quella già utilizzata con successo nei programmi Mercury e Gemini. Prima del lancio, la pressione, veniva deliberatamente aumentata rispetto a quella ambientale per espellere l'aria residua contenente azoto e sostituirla con ossigeno puro, oltre che per sigillare il portello a plug door. Durante il lancio, la pressione sarebbe stata gradualmente ridotta al livello operativo in volo di 5 psi (34 kPa), un livello che avrebbe fornito abbastanza ossigeno per la respirazione degli astronauti e ridotto il rischio di incendio. L’equipaggio di Apollo 1 aveva già testato con successo questa procedura nella camera a vuoto del centro Operations and Checkout Building il 18 e 19 ottobre 1966, e l’equipaggio di riserva composto da Schirra, Eisele e Cunningham lo aveva ripetuto il 30 dicembre. La commissione d’inchiesta rilevò che, durante questi test, il modulo di comando era stato pressurizzato con ossigeno puro per quattro volte, per un totale di sei ore e quindici minuti, due ore e mezza in più rispetto alla durata del test "plugs-out".

#### Materiali infiammabili nella cabina
La commissione rilevò la presenza di "molti tipi e classi di materiali combustibili" vicino a possibili fonti di accensione. Il reparto sistemi dell’equipaggio della NASA aveva installato 34 piedi quadri (3,2 m²) di Velcro in tutto il veicolo spaziale quasi come fosse moquette, nonostante questo fosse infiammabile in un ambiente al 100% di ossigeno ad alta pressione. L'astronauta Buzz Aldrin scrisse nel suo libro Men From Earth che i materiali infiammabili erano stati rimossi su richiesta dell’equipaggio il 19 agosto e per ordine di Joseph Shea, ma che furono reinstallati prima della consegna a Cape Kennedy del 26 agosto.

#### Progetto del portello

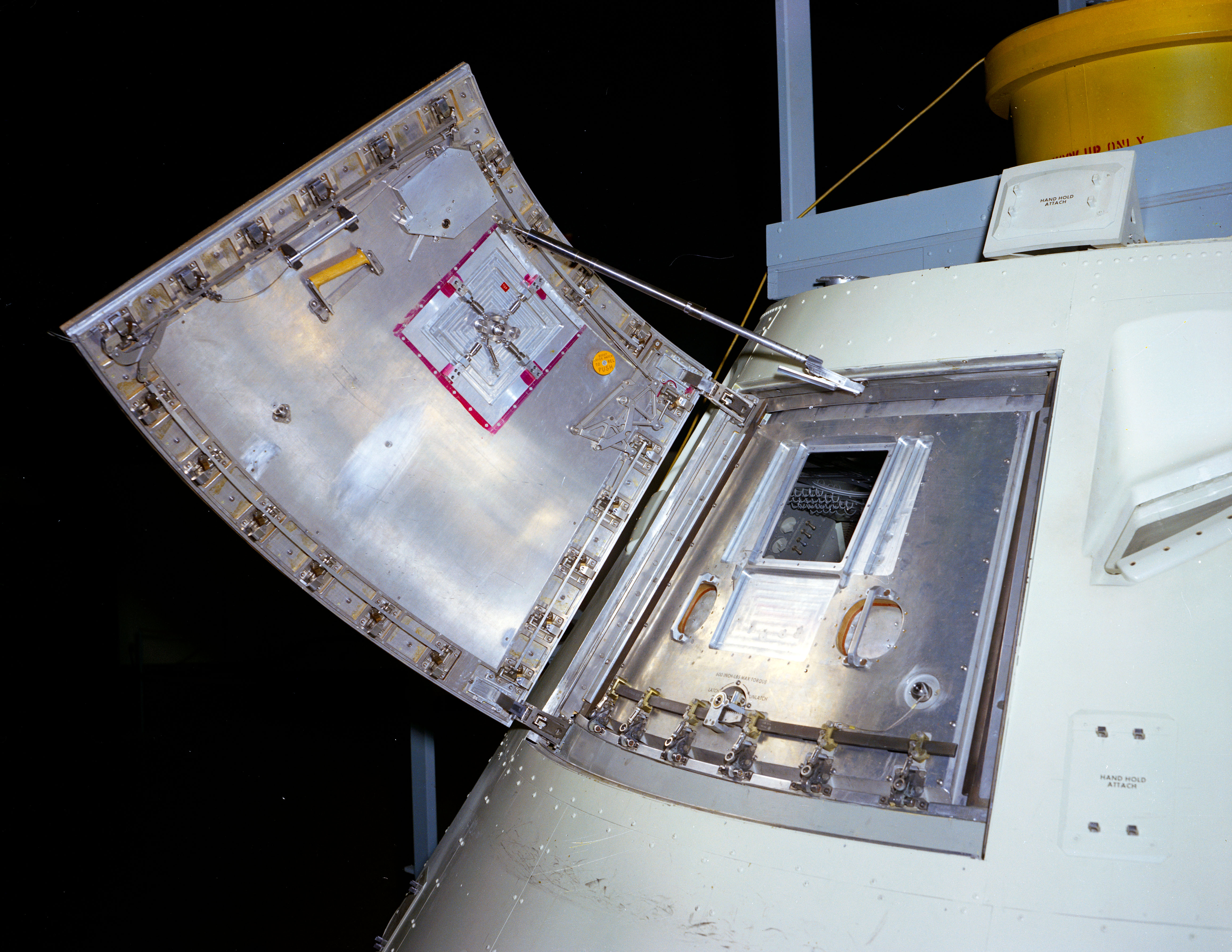
Il portello Block I, usato su Apollo 1, era costituito da due strati, e richiedeva che la pressione all’interno della cabina fosse inferiore a quella atmosferica per essere aperto. Un terzo strato esterno, la copertura protettiva per il lancio, non è mostrato.

Il portello interno era progettato come un plug door, cioè che si chiude ermeticamente grazie alla pressione interna superiore a quella esterna. Il normale livello di pressione usato per il lancio (2 psi (14 kPa) sopra la pressione ambiente) generava una forza sufficiente a impedire la rimozione del portello finché l'eccesso di pressione non fosse stato riequilibrato. La procedura d’emergenza prevedeva che Grissom aprisse per primo la valvola di sfiato della cabina, consentendo a White di rimuovere il portello, ma Grissom non poté farlo poiché la valvola si trovava alla sua sinistra, dietro l'iniziale fronte delle fiamme. Inoltre, sebbene il sistema fosse in grado di sfogare la normale pressione di esercizio, la sua capacità di flusso era del tutto insufficiente a gestire l'aumento rapido fino a 29 psi (200 kPa) causato dal calore intenso dell'incendio.
La North American aveva inizialmente proposto un portello ad apertura verso l'esterno con bulloni esplosivi che ne avrebbero garantito l'espulsione in caso di emergenza, come nel veicolo spaziale utilizzato nel Programma Mercury. La NASA però fu in disaccordo in quanto temeva aperture accidentali, come accaduto nel volo Mercury-Redstone 4 di Grissom. Così i progettisti del Manned Spacecraft Center preferirono abbandonare l'opzione dei bulloni esplosivi a favore di una apertura meccanica per i programmi Gemini e Apollo. Prima dell’incendio, tuttavia, gli astronauti dell'Apollo avevano già raccomandato di cambiare il progetto con un portello ad apertura verso l’esterno, ed era previsto che tale modifica fosse inclusa nel modulo di comando Block II. Secondo la testimonianza di Donald K. Slayton alla commissione della Camera che indagava sull'incidente, questa scelta era dovuta alla maggiore facilità di uscita per le passeggiate spaziali e al termine del volo, più che per motivi di emergenza.

#### Preparazione alle emergenze
La commissione osservò che i responsabili del test non avevano identificato la simulazione come pericolosa; che le attrezzature d’emergenza (come le maschere antigas) erano inadeguate a gestire questo tipo di incendio; che i team antincendio, di soccorso e medici non erano presenti; e che le aree di lavoro e di accesso attorno alla capsula presentavano molti ostacoli all'eventuale gestione di un'emergenza, come scalini, porte scorrevoli e svolte strette.

## Scelta dell'atmosfera a ossigeno puro
Durante la progettazione della capsula Mercury, la NASA aveva considerato l'uso di una miscela di azoto e ossigeno per ridurre il rischio di incendio, ma tale ipotesi venne scartata per una serie di motivi. Innanzitutto, un'atmosfera di ossigeno puro è respirabile per l'uomo a soli 5 psi (34 kPa), riducendo notevolmente il carico di pressione sulla capsula nel vuoto dello spazio. In secondo luogo, l'uso di azoto insieme alla riduzione della pressione in volo comportava il rischio di malattia da decompressione (nota come "i bends"). Tuttavia, la decisione di eliminare l'uso di qualsiasi gas diverso dall'ossigeno fu criticata quando si verificò un grave incidente il 21 aprile 1960: il collaudatore della McDonnell Aircraft G. B. North perse conoscenza e subì gravi lesioni mentre testava un sistema atmosferico della cabina/capsula Mercury in una camera a vuoto. Il problema fu causato da una perdita di aria povera di ossigeno e ricca di azoto dalla cabina al sistema di alimentazione della sua tuta spaziale. La North American Aviation aveva proposto di utilizzare una miscela di ossigeno e azoto per l'Apollo, ma la NASA respinse questa proposta. Il progetto a ossigeno puro venne preferito in quanto ritenuto più sicuro, meno complicato e più leggero. Nella sua monografia Project Apollo: The Tough Decisions, il vice amministratore Seamans scrisse che il più grave errore di giudizio ingegneristico della NASA fu non aver effettuato un test antincendio sul modulo di comando prima del test "plugs-out". Nel primo episodio della serie documentaria della BBC del 2009 NASA: Triumph and Tragedy, Jim McDivitt dichiarò che la NASA non aveva idea di come un'atmosfera al 100% di ossigeno avrebbe influito sulla combustione. Osservazioni simili furono espresse da altri astronauti nel documentario del 2007 In the Shadow of the Moon.

### Altri incidenti con l'ossigeno
Diversi incendi in ambienti di prova ad alto contenuto di ossigeno si erano già verificati prima dell'incendio dell'Apollo. Nel 1962, il colonnello della USAF B. Dean Smith stava conducendo un test della tuta spaziale Gemini con un collega in una camera a ossigeno puro presso la Brooks Air Force Base a San Antonio, Texas, quando scoppiò un incendio che distrusse tutto; Smith e il suo collega che si salvarono per un soffio. Il 17 novembre 1962, scoppiò un incendio in una camera del laboratorio per l'equipaggiamento dell'equipaggio di volo della Marina durante un test in ossigeno puro. L'incendio fu causato da un filo di messa a terra difettoso che provocò un arco elettrico sull'isolamento vicino. Dopo i tentativi di soffocare le fiamme, l'equipaggio fuggì dalla camera riportando ustioni lievi su gran parte del corpo. Il 16 febbraio 1965, i sommozzatori della Marina degli Stati Uniti Fred Jackson e John Youmans morirono in un incendio all’interno di una camera di decompressione presso lo Unità Sperimentale di Immersione della Marina a Washington, poco dopo che era stato aggiunto altro ossigeno alla miscela atmosferica della camera.
Oltre agli incendi con personale presente, il sistema di controllo ambientale dell'Apollo subì diversi incidenti tra il 1964 e il 1966 dovuti a vari guasti hardware. Particolarmente significativo fu l'incendio del 28 aprile 1966, poiché l'indagine successiva concluse che dovevano essere adottate nuove misure per evitare simili accadimenti, tra cui una migliore selezione dei materiali e la consapevolezza che i circuiti ESC e del Modulo di Comando erano afflitti dalla possibilità di generare un arco o cortocircuito.
Incidenti si erano verificati anche nel programma spaziale sovietico, ma a causa della politica di segretezza del governo, non furono resi noti fino a molto tempo dopo l'incendio dell'Apollo 1. Il cosmonauta Valentin Bondarenko morì il 23 marzo 1961 per le ustioni riportate in un incendio durante un esperimento di resistenza di 15 giorni in una camera di isolamento pressurizzata con ossigeno quasi puro, meno di tre settimane prima del primo volo spaziale con equipaggio del programma Vostok; la notizia fu resa pubblica solo il 28 gennaio 1986.
Durante la missione Voskhod 2 nel marzo 1965, i cosmonauti Pavel Belyayev e Alexei Leonov non riuscirono a sigillare completamente il portello della navicella dopo la storica prima passeggiata spaziale di Leonov. Il sistema di controllo ambientale della navicella reagì alla perdita di pressione aggiungendo altro ossigeno alla cabina, facendo salire la concentrazione fino al 45%. L'equipaggio e i controllori a terra temettero il verificarsi di un possibile incendio, ricordando la morte di Bondarenko quattro anni prima.
Il 31 gennaio 1967, quattro giorni dopo l'incendio dell’Apollo 1, i sergenti dell'Aeronautica William F. Bartley Jr. e Richard G. Harmon morirono in un incendio improvviso mentre erano impegnati nella cura di conigli da laboratorio all'interno del simulatore ambientale, una camera a ossigeno puro presso la School of Aerospace Medicine della Brooks Air Force Base. Come l'incendio dell'Apollo 1, anche quello alla School fu causato da una scintilla elettrica in un ambiente a ossigeno puro. Le vedove dell'equipaggio dell’Apollo 1 inviarono lettere di condoglianze alle famiglie di Bartley e Harmon.

## Conseguenze politiche

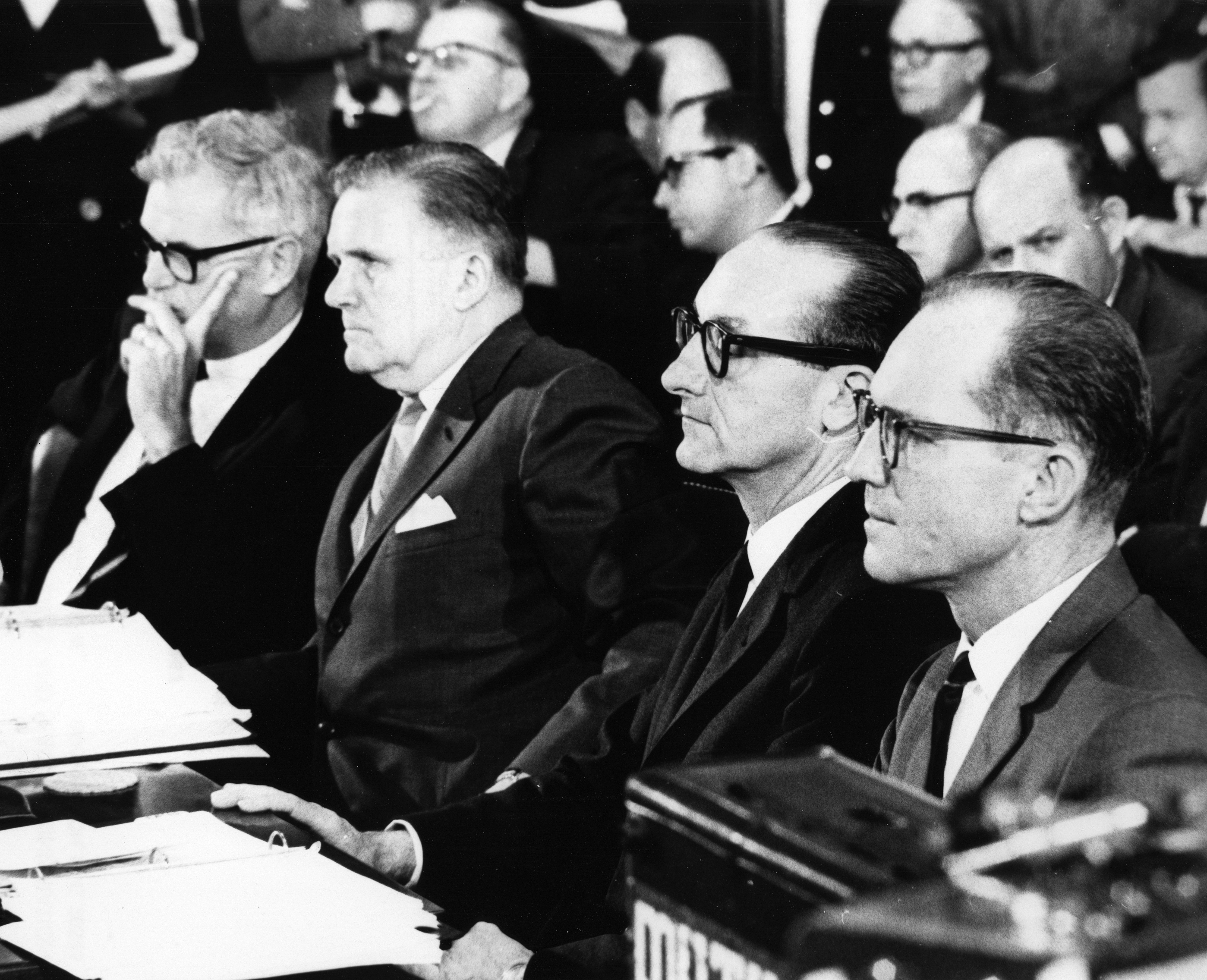
Il vice amministratore Seamans, l’amministratore Webb, l’amministratore del Volo Spaziale Umano George E. Mueller e il direttore del Programma Apollo Phillips testimoniano davanti a un'udienza del Senato sull'incidente dell’Apollo.

Le commissioni di entrambe le camere del Congresso degli Stati Uniti con potere di supervisione sul programma spaziale avviarono presto delle indagini, incluso il Comitato del Senato per le scienze aeronautiche e spaziali, presieduto dal senatore Clinton Presba Anderson. Seamans, Webb, l'amministratore del volo spaziale umano Dr. George E. Mueller e il direttore del Programma Apollo Samuel C. Phillips furono chiamati a testimoniare davanti alla commissione di Anderson.
Durante l’udienza del 27 febbraio, il senatore Walter Mondale chiese a Webb se fosse a conoscenza di un rapporto sui gravi problemi nella performance della North American Aviation nel contratto Apollo. Webb rispose di no e rimandò la domanda ai suoi subordinati presenti come testimoni. Mueller e Phillips risposero che anche loro non erano a conoscenza di alcun "rapporto" di quel tipo.
Tuttavia, alla fine del 1965, poco più di un anno prima dell'incidente, Phillips aveva guidato un "tiger team" per indagare sulle cause dell'inadeguata qualità, dei ritardi nel programma e dei superamenti dei costi sia nel modulo di comando e servizio Apollo sia nel secondo stadio del Saturn V (per cui la North American era anch'essa appaltatrice principale). Fece una presentazione orale (con lucidi) dei risultati del suo team a Mueller e Seamans, e presentò anche i risultati in un promemoria al presidente della North American John Leland Atwood, al quale Mueller aggiunse un proprio promemoria molto severo indirizzato ad Atwood.
Durante l’interrogatorio del 1967 di Mondale, su quello che sarebbe poi stato conosciuto come il "Phillips Report", Seamans temeva che Mondale avesse davvero visto una copia cartacea della presentazione di Phillips, e rispose che occasionalmente i contraenti erano stati sottoposti a revisioni in loco dei progressi; forse era a questo che si riferiva l'informazione di Mondale. Mondale continuò a parlare di "questo rapporto" nonostante il rifiuto di Phillips di definirlo come tale, e, irritato da quella che percepiva come un'ingannevole reticenza di Webb nel rivelare problemi importanti del programma al Congresso, mise in discussione la scelta della North American come appaltatrice principale da parte della NASA. Seamans scrisse in seguito che Webb lo rimproverò severamente durante il tragitto in taxi dopo l’udienza, per aver fornito informazioni che portarono alla divulgazione del promemoria di Phillips.
L'11 maggio, Webb rilasciò una dichiarazione a difesa della selezione della North American come appaltatrice principale dell'Apollo, avvenuta nel novembre 1961. Seguirono il 9 giugno le sette pagine di memorandum di Seamans che documentavano il processo di selezione. Alla fine, Webb fornì al Congresso una copia controllata del promemoria di Phillips. La commissione del Senato notò nella sua relazione finale la testimonianza della NASA secondo cui i risultati della Phillips task force non ebbero alcun effetto sull'incidente, non condussero all'incidente e non erano collegati all'incidente”, ma affermò nelle sue raccomandazioni:
I senatori Edward Brooke e Charles H. Percy scrissero insieme una sezione di "Ulteriori Osservazioni" allegata al rapporto della commissione, criticando la NASA ancora più severamente di Anderson per non aver divulgato al Congresso la revisione di Phillips. Mondale scrisse la sua, ancor più dura, in cui accusò la NASA di "evasività, ... mancanza di franchezza, ... atteggiamento paternalistico verso il Congresso ... rifiuto di rispondere pienamente e apertamente alle legittime richieste del Congresso, e ... eccessiva preoccupazione per le sensibilità aziendali in un momento di tragedia nazionale".
La potenziale minaccia politica al programma Apollo si spense, in gran parte grazie al sostegno del presidente Lyndon B. Johnson, che a quell’epoca aveva ancora un certo ascendente sul Congresso grazie alla sua esperienza senatoriale. Era un convinto sostenitore della NASA fin dalla sua creazione, aveva persino raccomandato il programma lunare al presidente John F. Kennedy nel 1961, ed era abile nel presentarlo come parte dell'eredità di Kennedy.
I rapporti tra la NASA e la North American si deteriorarono ulteriormente per la questione delle responsabilità. La North American sostenne invano di non essere responsabile del fatale errore nella progettazione dell'atmosfera della navicella. Alla fine, Webb contattò Atwood e chiese le dimissioni sue o del capo ingegnere Harrison Storm. Atwood decise di licenziare Storms.
Dal lato della NASA, Joseph Shea ricorse ai barbiturici e all'alcol per aiutarsi a far fronte alla situazione. L'amministratore James Webb si preoccupò sempre più per la salute mentale di Shea tanto da chiedergli di prendersi un congedo volontario prolungato, che però lui rifiutò, minacciando di dimettersi piuttosto che assentarsi. Come compromesso, accettò di incontrare uno psichiatra e di rispettare la valutazione indipendente delle sue condizioni psicologiche. Anche questo tentativo di rimuoverlo dalla sua posizione fallì. Infine, sei mesi dopo l'incendio, i superiori di Shea lo riassegnarono al quartier generale della NASA a Washington Shea ritenne che la sua nuova posizione fosse un "non-lavoro", e lasciò dopo solo due mesi.

## Memoriale
Nel luogo dove scoppiò l'incendio, oggi campeggiano due targhe in memoria dei tre astronauti periti. Una di esse recita:
Dedicated to the living memory of the crew of the Apollo 1:

U.S.A.F. Lt. Colonel Virgil I. Grissom

U.S.A.F. Lt. Colonel Edward H. White, II

U.S.N. Lt. Commander Roger B. Chaffee

Dedicato alla memoria dell'equipaggio dell'Apollo 1:

U.S.A.F. Tenente colonnello Virgil I. Grissom

U.S.A.F. Tenente colonnello Edward H. White, II

U.S.N. Capitano di corvetta Roger B. Chaffee

Diedero la loro vita al servizio del loro paese per la continua esplorazione della frontiera finale dell'umanità. Non siano ricordati per la loro morte, ma per gli ideali per cui hanno vissuto.»
L'altra recita:
AD ASTRA PER ASPERA

(A ROUGH ROAD LEADS TO THE STARS)

AD ASTRA PER ASPERA

(UNA STRADA ACCIDENTATA CONDUCE ALLE STELLE)

BUON VIAGGIO ALL'EQUIPAGGIO DELL'APOLLO 1»